# Have Blues Must Travel
Have Blues Must Travel è un album del cantante statunitense Roy Hamilton, pubblicato dalla Epic Records nel settembre 1959.

## Tracce

### LP (1959, Epic Records, LN 3580/BN 535)
Lato A
1. Mood Indigo – 4:13 (testo: Irving Mills – musica: Duke Ellington, Barney Bigard)
2. I Could Have Told You – 4:03 (testo: Carl Sigman – musica: Arthur Williams)
3. I Get the Blues When It Rains – 2:41 (testo: Marcy Klauber – musica: Harry Stoddard)
4. Sophisticated Lady – 4:02 (testo: Irving Mills, Mitchell Parish – musica: Duke Ellington)
5. My Story – 3:22 (Chuck Willis)
6. A Cottage for Sale – 4:49 (testo: Larry Conley – musica: Willard Robison)

Lato B
1. Solitude – 2:40 (testo: Eddie DeLange, Irving Mills – musica: Duke Ellington)
2. Please Send Me Someone to Love – 2:39 (Percy Mayfield)
3. I Let a Song Go Out of My Heart – 2:43 (testo: Irving Mills, Henry Nemo, John Redmond – musica: Duke Ellington)
4. I Got It Bad (and That Ain't Good) – 3:10 (testo: Paul Francis Webster – musica: Duke Ellington)
5. Stormy Weather – 5:02 (testo: Harold Arlen – musica: Ted Koehler)
6. I Surrender, Dear – 2:51 (testo: Gordon Clifford – musica: Harry Barris)

- Durata brani ricavati dalle note della Compilation su CD edita dalla Real Gone (RGMCD116) dal titolo Eight Classic Albums

## Musicisti
- Roy Hamilton – voce
- Marion Evans – direttore d'orchestra, arrangiamenti [2]